# Gmina Milići
Gmina Milići (serb. Општина Милићи / Opština Milići) – gmina w Bośni i Hercegowinie, w Republice Serbskiej. W 2013 roku liczyła 10 445 mieszkańców.